# Draftfcb
FCB una de las más grandes redes mundiales de agencias de publicidad con oficinas centrales en Chicago y Nueva York. Pertenece a Interpublic Group y fue creada en 2006 con la fusión de Foote, Cone & Belding (FCB) y Draft. Si bien la fusión de las dos agencias es bastante reciente, sus orígenes datan de 1873, con la inauguración de la agencia de publicidad Lord & Thomas, que más adelante se convertiría en Foote, Cone & Belding. Interpublic Group(Draftfcb, McCann Erickson, Lowe, etc.) es uno de los cuatro grandes conglomerados de agencias, siendo los otros Publicis (Leo Burnett, Saatchi & Saatchi, Publicis, etc.), WPP (Ogilvy, Grey, Y&R, etc.) y Omnicom (BBDO, DDB, TBWA, etc.).

## Historia
Fundada en Chicago en 1873, FCB es la tercera agencia de publicidad más antigua a nivel mundial. La agencia se llamó Lord & Thomas hasta 1942, cuando Albert Lasker, un pionero de la publicidad moderna, vendió la compañía a sus tres directores: Emerson Foote en Nueva York, Fairfax Cone en Chicago y Don Belding en California. En 2000 reportó una facturación de $9,500 millones y más de 190 oficinas que atendían a clientes en 102 países.
En 1978, inició una agencia de marketing directo llamada Kobs & Brady, donde Howard Draft trabajaba como ejecutivo de cuenta. En 1986, Kobs & Brady fue adquirida por Ted Bates Worldwide. El nombre de la agencia cambió a Kobs & Draft cuando Howard Draft tomó el cargo de presidente y CEO en 1988. En 1995, la agencia recuperó su independencia en una adquisición de acciones por el equipo directivo y cambió de nombre a Draft Direct Worldwide. Un año más tarde el grupo Interpublic Group of Companies compró Draft Direct Worldwide.
Ambas agencias se fusionaron en junio de 2006, convirtiéndose en Draftfcb. Actualmente Draftfcb es la agencia de publicidad más grande de Chicago, con más de 1,100 empleados divididos en dos instalaciones de Chicago. 
El equipo de liderazgo corporativo global de la agencia incluye a Howard Draft, presidente ejecutivo; Laurence Boschetto, CEO y presidente; Jonathan Harries, vicepresidente y director creativo mundial y Neil Miller, director de finanzas.
En octubre de 2006, unos meses después de que se anunciara la fusión, Draftfcb ganó la cuenta creativa de Wal-Mart, estimada en $580 millones anuales en facturación. Sin embargo, posteriormente se perdió la cuenta. Uno de los factores responsables fue la publicación por parte de la agencia de un controversial anuncio en la revista de la Gala de Cannes 2006, para felicitar a los colegas de la industria en el Festival Internacional de Publicidad. Con la leyenda “Es bueno estar por encima”, se mostraba la imagen de un león macho y una hembra aparentemente copulando. 
A pesar de esta fuerte pérdida, en abril de 2007 Kmart migró su cuenta de $740 millones de Grey Nueva York a Draftfcb Chicago, sin siquiera someterla a un pitch.
Ese mismo mes, la compañía adquirió la cuenta “Lunchables” de Kraft Foods por $42 millones.
Además de estas cuentas, tras solo dos años de la fusión, Draftfcb ganó más de 250 cuentas alrededor del mundo, entre ellas MoneyGram International, Qwest, U.S. Census Bureau y DIRECTV.

Entre otros logros, la oficina de Chicago ganó la cuenta de medios de MillerCoors por $400 junto con la agencia hermana Initiative de IPG y Kinetic de WPP, así como las marcas MillerCoors’ Miller Lite, Molson y Killian’s Irish Red. La oficina de Orange County también fue nombrada agencia designada para toda la cartera de productos para mascotas Del Monte.

## Clientes
Draftfcb trabaja con más de 100 compañías en la lista Fortune 500. Sus clientes incluyen: Boeing Co., S.C. Johnson & Sons, Inc, Citigroup, Coors Brewing Co., Dow Chemical Co., Eli Lilly & Co., Hilton Hotels, KFC Corp., Kmart, Kraft Foods, Levi Strauss & Co.'s Dockers, Merck & Co., Pfizer Inc., Starbucks Corp., Taco Bell Corp., Office of National Drug Control Policy (US), Del Monte, Qwest, MillerCoors, S.C. Johnson, U.S. Census Bureau y WWF.

## Premios
Desde que su creación en 2006, la agencia y su trabajo han sido reconocidos en múltiples concursos, entre ellos Cannes, The One Show, Echoes, El Ojo, Effies y Caples.
En agosto de 2007, la National Association of Business Resources nombró a Draftfcb uno de los “101 mejores y más brillantes lugares para trabajar en el área de Chicago" por segundo año consecutivo. En marzo de 2008, el diario Crain’s Chicago Business nombró a la agencia uno de los mejores lugares para trabajar en Chicago. En abril de 2008, The Business Ledger nombró a la oficina de Chicago una de las 10 compañías más grandes operando en el estado de Illinois: uno de tres honores de tal magnitud recibidos por la oficina de Chicago en menos de un año.
En los Premios ad:tech 2008, Draftfcb obtuvo dos galardones por “Mejor anuncio innovador” para la campaña “Rockstarizer” de Motorola y “Mejor uso de Rich Media” para el juego Taco Fu de Taco Bell.
En 2008, el spot de Draftfcb Johannesburgo para Vodacom titulado “We’ve Been Having It,” ganó el premio al "Comercial de TV más humorístico” en los premios South African Comedy Awards. Por su parte, Draftfcb Portugal ganó un Effie de Oro por la campaña “Peruque Sabebem” para Campofrio. Este mismo año, The New York Times nombró el trabajo de la agencia para Stove Top como el mejor anuncio publicitario del año.
Otros premios han incluido reconocimientos como la Agencia del Año para las oficinas de Draftfcb en Nueva Zelanda, Indonesia y Durban, São Paulo, Ciudad de México y Kuwait.

## FCB México
FCB México (Foote, Cone & Belding) es una subsidiaria de una de las agencias de publicidad más grandes del mundo, FCB Global, perteneciente a Interpublic Group, siendo los otros Publicis (Leo Burnett, Saatchi & Saatchi, Publicis, etc.), WPP (Ogilvy, Grey, Y&R, etc.) y Omnicom (BBDO, DDB, TBWA, etc.)
Los origines de FCB México se remontan a 1952, esta fue una de las primeras bases que el corporativo estableció fuera de Estados Unidos de América. Su objetivo era brindar servicio a los clientes de la casa matriz, atendiendo cuentas como Hiram Walker International Company, British Airways, Helen Curtis, Seven Up, Ballantine´s, Herramientas Stanley, Hughes Airwest, Salvavidas y Hellman´s.
Los cambios más significativos se produjeron a principios de los noventa, cuando FCB adquirió la agencia Maqueda - Gibert y se fijó como nombre FCB Maqueda. Aunque esta unión duró menos de 24 meses, le dio nuevos aires a la agencia y añadió a su portafolio clientes como Nestlé, Loréal y Colgate Palmolive, este último el más grande.
En 1996, FCB compró Arellano BSB. A principios del 2000, True North Communications (propietario de Bozell y FCB Worldwide) decidió fusionarlas a escala global para fortalecer a FCB. Con esto, en México se sumarían cuentas como Banorte, Daimler Chrysler y Pepsico. En el verano de 2001, True North y por tanto FCB, fue adquirido por Interpublic Group.
En junio de 2006, Interpublic Group, anuncia la integración mundial de dos de sus más exitosas operaciones: Draft y FCB World Wide, bajo la nueva denominación de Draftfcb.
En México, Draft ya venía operando exitosamente desde un par de años atrás, como una unidad franquiciada de BTL dentro de la operación de LOWE PARTNERS. La nueva operación resultante de esta fusión, comenzó de inmediato a desarrollar e implementar su nueva visión, ofrecer a sus clientes verdaderas soluciones de negocio, neutrales en medios a través de comunicaciones totalmente integradas bajo un solo P&L y actuando sobre una plataforma y un DNA altamente tecnológica.
En 2014, a través de un comunicado la compañía Draftfcb, anunció que volverián a ser FCB (Foote, Cone & Belding). Dicho cambio no restó fortaleza a sus valores locales.
Ya en 2016, Aurélio Lopes, presidente de FCB Brasil y chairman de FCB Latinoamérica, anunciaron que Eric Descombes dirigiría FCB México en su nueva función como CEO de la agencia. Su pasión por la publicidad, junto con su gran conocimiento sobre Latinoamérica, lo hacen el complemento ideal para FCB México”.